# داء دارييه
داء دارييه (بالإنجليزية: Darier's disease)‏ هو اضطراب جلدي طفحي وراثي في التقرن، يبدأ عادةً في مرحلة الطفولة ومحدد بموروثة جسمية سائدة، وفيه تنشأ الطفرات والحطاطات التقرانية من جريبات الشعر لتشكل رقع ثؤلولية ويابسة.

## العلاج
في الحالات البسيطة لا يحتاج إلى العلاج ولكن يجب تجنب الرطوبة أو الحرارة العالية والتي تسبب ثوران الالطفرات. والعلاج الأمثل للحالات الشديدة هي الرتينوئيدات عن طريق الفم. ويمكن إعطاء المضادات الحيوية الموضعية. السيكلوسبورين وصفة طبية فقط الستيرويدات الموضعية، مثل البيتاميثازون.

## وصلات إضافية
- جمعية طب الجلد في نيوزيلندا scaly/darier
- Photos at skinsite.com